# HD 125612 d
HD 125612 d是一顆環繞室女座黃矮星HD 125612的太陽系外行星。該行星是以高精度徑向速度行星搜索器於2009年10月19日和其他29顆行星一起發現。